# Helen Schneider
Helen Schneider (New York, 23 december 1952) is een Amerikaanse zangeres en actrice.

## Jeugd en opleiding
Helen Schneider is de dochter van Dvora en Abraham Schneider. Ze voltooide een klassieke pianostudie, voordat ze met een bluesband toerde door New England en met verschillende muzikanten optrad in New York. Haar grootvader werkte als violist in Odessa, voordat hij door de Russische Revolutie in 1919 naar de Verenigde Staten emigreerde. Diens vader was graanhandelaar in Frankfurt am Main. De voorouders van moeders zijde waren reeds aan het begin van de 18e eeuw geëmigreerd van Rusland naar de Verenigde Staten.

## Carrière
Haar Duits tv-debuut had ze in januari 1978 in het programma Session van de SR. Door een optreden in 1978 in het tv-programma Bio's Bahnhof met Heinrich Werners lied Heidenröslein, kreeg ze meer bekendheid in Duitsland. Dankzij een tournee in 1980 met Udo Lindenberg steeg haar bekendheid verder en vierde ze als rockzangeres grotere successen in Duitsland.
Met het nummer Rock 'n' Roll Gypsy had ze in de herfst van 1981 ook een top 10-hit en rondde ze meerdere Duitsland-tournees af. Haar destijds bekendste albums waren Live in Hamburg, Crazy Lady en Schneider with the Kick. Ze was bovendien de eerste westelijke artieste, die mocht optreden in het Palast der Republik in Oost-Berlijn.
In 1987 gaf ze een andere wending aan haar loopbaan. Intendant Helmut Baumann van het Theater des Westens in Berlijn, plaatste haar als Sally Bowles in de musical Cabaret. Aan de zijde van Hildegard Knef als Fräulein Schneider, Wolfgang Reichmann als conferencier en Utz Richter als Herr Schultz werd de opvoering een van de meest opvallende in de jongste geschiedenis van het huis en begon voor Helen Schneider een mooie periode als musicalvertolkster. Na toneelonderricht, meerdere jaren bij het theater en musicalsuccessen, onder andere met Sunset Boulevard (1995-1998) van Andrew Lloyd Webber als Norma Desmond zingt ze tegenwoordig overwegend chansons en liederen met teksten van Kurt Weill. In 1996 zong ze voor Eberhard Schoener op diens eerste Short Operas-CD (Palazzo dellamore) een duet met Andrea Bocelli (La luna sale e cala), waaruit zich in 1998 een samenwerking ontwikkelde voor de afscheidssong voor de ZDF-krimiserie Derrick, waar Schoener zich toentertijd muzikaal over ontfermde. In de jaren 1999 tot 2001 speelde ze Eva Perón in de musical Evita bij de Bad Hersfelder Festspiele.
Na A Walk on the Weill Side met liedjes van Kurt Weill en Stephen Sondheim, waarmee ze sinds 1989 vaker optrad, was Helen Schneider tussen 2003 en 2005 met haar tweede One Woman-show met pianobegeleiding, A Voice and a Piano, die een soort dwarsprofiel van haar tot dusver muzikaal leven biedt, ook in de Duitstalige regio op tournee. In 2005 en 2006 gaf ze in Duitsland enkele concerten met het bandproject M'jobi (bestaande uit Mini Schulz (basgitaar), Jo Ambros (gitaar) en Meinhard 'Obi' Jenne (drums)). Met haar in 2007 gepubliceerde album Like a Woman, dat overwegend interpretaties van populaire Amerikaanse songwriters bevat, ging ze weer verder met haar muzikale creaties van de jaren 1970. In oktober 2008 verscheen haar nieuwste album Dream a Little Dream, geproduceerd door Till Brönner, dat jazzinterpretaties van klassiekers uit het Great American Songbook bevat.
In 2007 trad ze samen met haar langjarige vriendin Linda Uruburu, die reeds tijdens haar periode als rockzangeres managementwerkzaamheden voor haar verrichtte en deels aan de synthesizer in haar band meespeelde, voor de eerste keer als auteur van kinderboeken in de voorgrond.
Sinds augustus 2010 stond ze in het Berlijnse Renaissance-theater samen met Gunter Gabriel in de musical Hello, I'm Johnny Cash op het podium als Johnny Cash' echtgenote June Carter Cash. Bij de Bad Hersfelder Festspiele in 2011 was ze opnieuw te zien in de rol van Norma Desmond in Andrew Lloyd Webbers musical Sunset Boulevard, terwijl Helmut Baumann de rol van Max von Meyerling voor zijn rekening nam. Op het eind van 2011 startte een tournee met het stuk, dat doorliep tot in het voorjaar van 2012. In januari 2012 vierde ze met het theaterstuk Verwandlungen in het theater Rampe in Stuttgart première. Het stuk behandelt gedichten van Anne Sexton, die zijn gebaseerd op de sprookjes van de Gebroeders Grimm.
Vanaf september 2012 stond ze op het podium in de Hamburger Kammerspiele met het stuk Der Ghetto-Swinger, over het leven van Coco Schumann, die eregast was bij de première. Sinds aanvang 2014 speelde ze in het Altonaer Theater Mrs. Robinson in Die Reifeprüfung. In 2015 speelde ze in Cabaret de conferencier bij de Bad Hersfelder Festspielen.

## Privéleven
Helen Schneider leefde meer dan 40 jaar samen met haar inmiddels overleden partner George Nassar, die ook als haar manager werkzaam was. Sinds 1989 woonden ze in de bergen van Connecticut, waarna ze naar Europa verhuisden in de Franse Provence. Ze woont sinds 2007 in Berlijn.

## Onderscheidingen
- 1981: Bronzen Bravo Otto
- 1999: Grote Hersfeld-prijs voor Evita
- 2006: DIVA-Award in de categorie World Award (Hall of Fame)
- 2011: Grote Hersfeld-prijs voor Sunset Boulevard

## Discografie

### Singles
- 1977: Until Now
- 1978: The Valentino Tango
- 1978: Loneliness
- 1978: The Valentino Tango
- 1980: Stay Awhile
- 1980: Jimmy (Cindy I Don't)
- 1981: Shadows of the Night
- 1981:	Rock'n'Roll Gypsy
- 1982:	Angry Times
- 1982:	Hot Summer Nites
- 1982:	Piece of My Heart
- 1983: Price of Love (met The Kick)
- 1983: White Turning Black (met The Kick)
- 1983: Weekend (met The Kick)
- 1984: Breakout (Glass Cage) (met The Kick)
- 1988: Working Girl
- 1988: It Doesn't Matter
- 1988: Soul of the Man
- 1991: Runaway Train
- 1995: Ein gutes Jahr (The Perfect Year)
- 1996: Nur ein Blick
- 1998: Hey Mr. Gentleman
- 2008: Dream a Little Dream

### EP
- 1983: Smuggled Out a-Live (met The Kick)

### Albums
- 1977: So Close
- 1978: Let It Be Now
- 1979: Ein Mädchen aus New York - Live in Hamburg
- 1980: Crazy Lady
- 1981:	Schneider with the Kick
- 1982:	Exposed
- 1983:	Breakout
- 1988:	Back on Track
- 1989: A Walk on the Weill Side
- 1991: Vagabond
- 1995: Songs of Kurt Weil
- 1995: Right as the Rain
- 1995: Short Operas
- 1996: Sunset Boulevard
- 1999: Romantic Nights
- 2001: A Voice and a Piano
- 2001: Cool Heat
- 2001: Short Operas 2
- 2007: Like a Woman
- 2008: Dream a Little Dream
- 2010: The World We Knew - The Bert Kaempfert Album (met de SWR Big Band)
- 2015: Collective Memory
- 2017: Movin' On

### Compilaties
- 1981: Starparade
- 1981: Mr. Valentino – Ihre Großen Erfolge
- 1982: Rock'n'Roll Gypsy
- 1982: The Best Of
- 1984: Helen Schneider
- 1984: The Best of Helen Schneider
- 2009: Working Girl: The Very Best of Helen Schneider

## Filmografie

### Bioscoopfilms
- 1983: Eddie and the Cruisers

### Televisie
- 1990: Mauritius-Los
- 1994–2000: Der Havelkaiser (tv-serie, 11 afleveringen)
- 2000: Siska – Das letzte Konzert (tv-serie)
- 2009: Liebe macht sexy
- 2009: Tatort: Borowski und die Sterne (tv-reeks)
- 2010: Das Duo – Mordbier (tv-reeks)

## Musical- en theaterproducties
- 1987–1988: Cabaret, Berlijn (Theater des Westens)
- 1988: Ghetto, New York City (Circle in the Square Theater)
- 1992–1993: Frida: The Story of Frida Kahlo, Boston & New York City (Brooklyn Academy of Music); Wien (Schauspielhaus), 2000; Recklinghausen (Sommer-Festival), 2002
- 1993–1994: Anything Goes, Berlijn (Theater des Westens)
- 1995–1998: Sunset Boulevard, Niedernhausen (Rhein-Main-Theater)
- 1996: Sunset Boulevard (Duitse originele opname)
- 1999–2001: Evita, Bad Hersfelder Festspiele
- 2000: Mahagonny Songspiel, Wenen (Schauspielhaus)
- 2000: Die Sieben Todsünden, Wenen (Schauspielhaus); Dessau (Kurt-Weill-Festival), 2005
- 2001: Transformations Ver.0.1 (naar gedichten van Anne Sexton), Wenen (Schauspielhaus); Linz, 2002
- 2005: Victor/Victoria, Bremen (Bremer Theater)
- 2010: Hello, I’m Johnny Cash, Berlijn (Renaissance-Theater)
- 2011: Sunset Boulevard, Bad Hersfelder Festspiele
- 2012: Der Ghetto Swinger, Hamburg (Hamburger Kammerspiele)
- 2012: Verwandlungen (naar gedichten van Anne Sexton), Stuttgart (Theater Rampe)
- 2015: Cabaret, Bad Hersfelder Festspiele
- 2016: DIVEN, Hamburg (Hamburger Kammerspiele)

- Gemeinsame Normdatei: 132813416
- International Standard Name Identifier: 0000 0000 5549 1151
- Library of Congress Control Number: n94121677
- MusicBrainz: 4e0f25c3-eea4-4c2d-98fd-5155c3a0f4c5
- SNAC: w6pc6k5c
- Virtual International Authority File: 75023793
- WorldCat: E39PBJkxQdKRvjdvQgyxdkc773